# Apeadeiro de Ferragudo
O Apeadeiro de Ferragudo, também conhecido por  de Parchal e  de Ferragudo-Parchal, é uma interface da Linha do Algarve, que serve as localidades de Ferragudo e Parchal, no concelho de Lagoa, em Portugal. Foi inaugurado, com o nome de Portimão e a categoria de estação, em 15 de Fevereiro do 1903. Em 1922, a via férrea foi continuada até Lagos, tendo sido construída numa nova estação para servir a então vila de Portimão, na outra margem do Arade.

## Caracterização

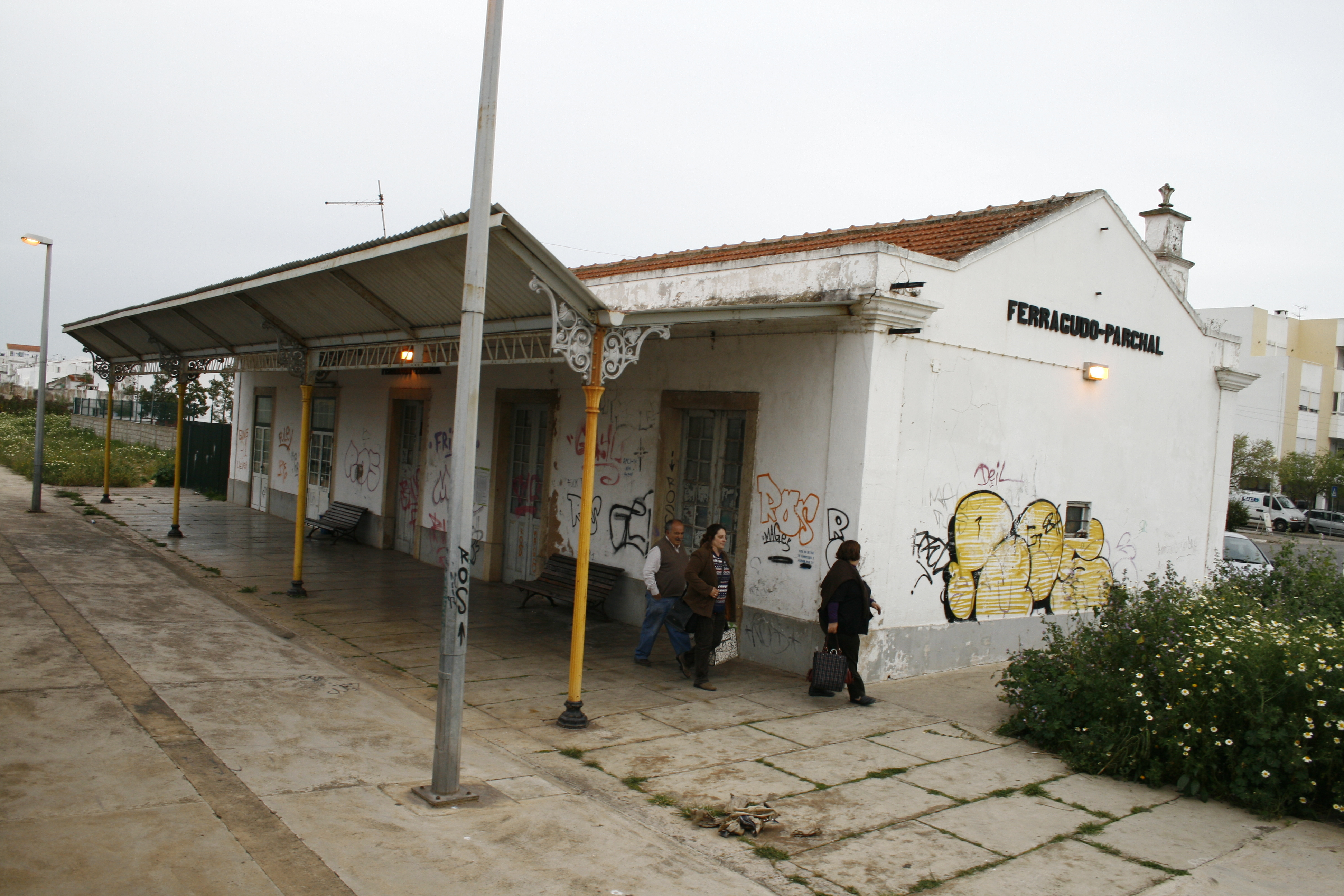
Aspeto do edifício de passageiros em 2010.

### Localização e acessos
Esta interface situa-se na Rua 1.º de Dezembro da localidade de Parchal e dentro do seu perímetro urbano, distando mais de dois quilómetros da localidade nominal.

### Infraestrutura
Como apeadeiro em linha em via única, esta interface tem uma só plataforma, que tem 85 m de comprimento e 76 cm de altura. O edifício de passageiros situa-se do lado sul da via (lado direito do sentido ascendente, para Vila Real de Santo António).

### Serviços
Em dados de 2023, esta interface é servida por comboios de passageiros da C.P. de tipo regional tipicamente com nove circulações diárias em cada sentido entre Lagos e Faro.

## História

### Antecedentes

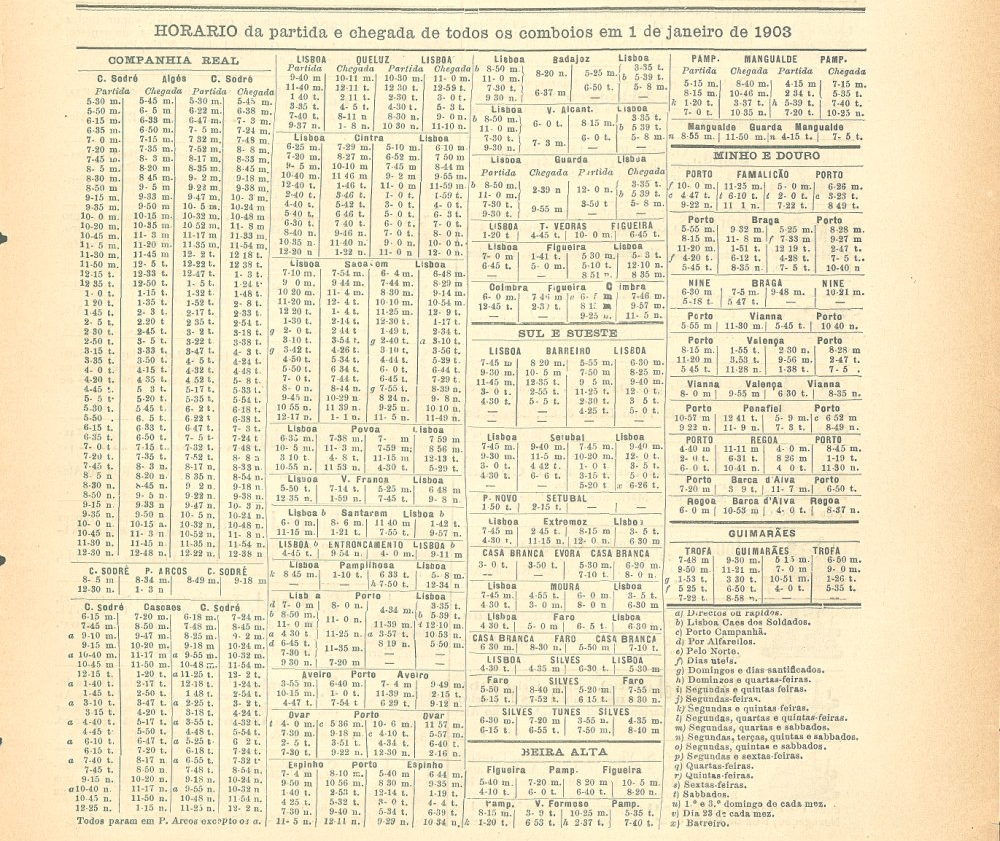
Horários em Janeiro de 1903, onde Silves era ainda o terminal da linha para o Barlavento.

Já antes da chegada do caminho de ferro, a cidade de Portimão afirmou-se como um importante centro económico e industrial, apesar de sofrer de graves problemas de transportes, que prejudicavam as as suas relações com o resto do país.

### Planeamento e construção
Um portaria de 10 de Novembro de 1897 ordenou que fossem feitos os estudos para o lanço entre Portimão e Lagos, que ainda não tinha sido analisado. No dia seguinte, houve uma reunião do Conselho Superior de Obras Publicas e Minas, onde se aprovou a proposta para o lanço entre Tunes e Portimão. Este plano incluía desde logo a construção de uma gare ferroviária na margem oriental do Rio Arade, junto à Avenida da Ponte, que fazia parte da Estrada Real 73, e que serviria provisoriamente Vila Nova de Portimão, até se construir uma ponte sobre o Rio e instalar a estação definitiva na outra margem. Também havia uma segunda hipótese para a travessia do Rio, que era aproveitar a ponte já existente, que ficaria tanto para o trânsito rodoviário como ferroviário.
O primeiro lanço do ramal para Lagos foi entre Tunes e Algoz, que entrou ao serviço em 10 de Outubro de 1899. A via férrea chegou ao Poço Barreto em 10 de Março de 1900, e a Silves em 1 de Fevereiro de 1902.

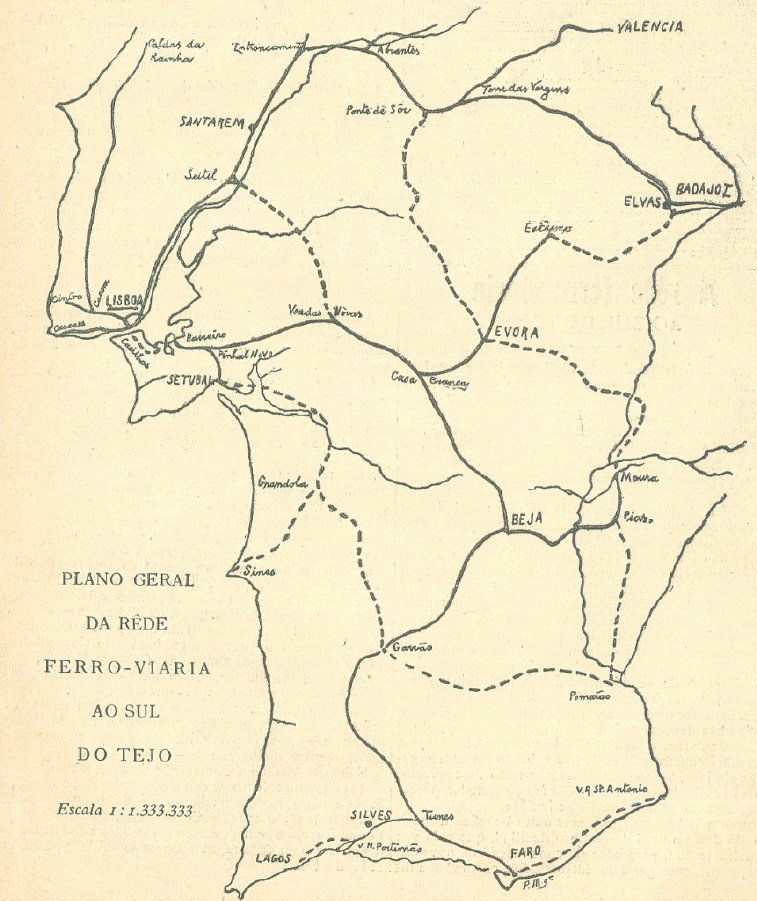
Mapa do Plano da Rede de 1902, mostrando o lanço já construído até à margem Oriental do Rio Arade, e a sua continuação projectada até Lagos.

O projecto original para a estação provisória de Portimão foi aprovado pelo Conselho Técnico de Obras Públicas em 8 de Abril de 1900, incluía a construção de uma cocheira para locomotivas, habitações para o pessoal e de um canal fluvial com um cais para que os barcos pudessem aceder directamente à estação. Em Setembro de 1902, já se tinham iniciado as obras do canal, embora a construção do cais apenas tenha sido aprovada em 27 de Julho de 1903.

### Inauguração e primeiros anos
A Gazeta dos Caminhos de Ferro de 1 de Setembro de 1902 relatou que a estação de Portimão iria ser inaugurada em 1 de Novembro desse ano. No entanto, só no dia 15 de Fevereiro de 1903 é que foi inaugurada, com grandes festejos, concluindo assim a construção do Ramal de Portimão. A 6 de Julho de 1903, o Conselho de Administração dos Caminhos de Ferro do Estado alterou o nome desta interface para Portimão-Ferragudo.
Em 19 de Março de 1905, o primeiro comboio em serviço regular que chegou a Tavira foi um tranvia, que tinha partido de Portimão.
Em 1913, a estação era servida por carreiras de diligências até Portimão, Lagos e Monchique. Em 1918, existiam serviços de diligências ligando a estação de Portimão às Caldas de Monchique.

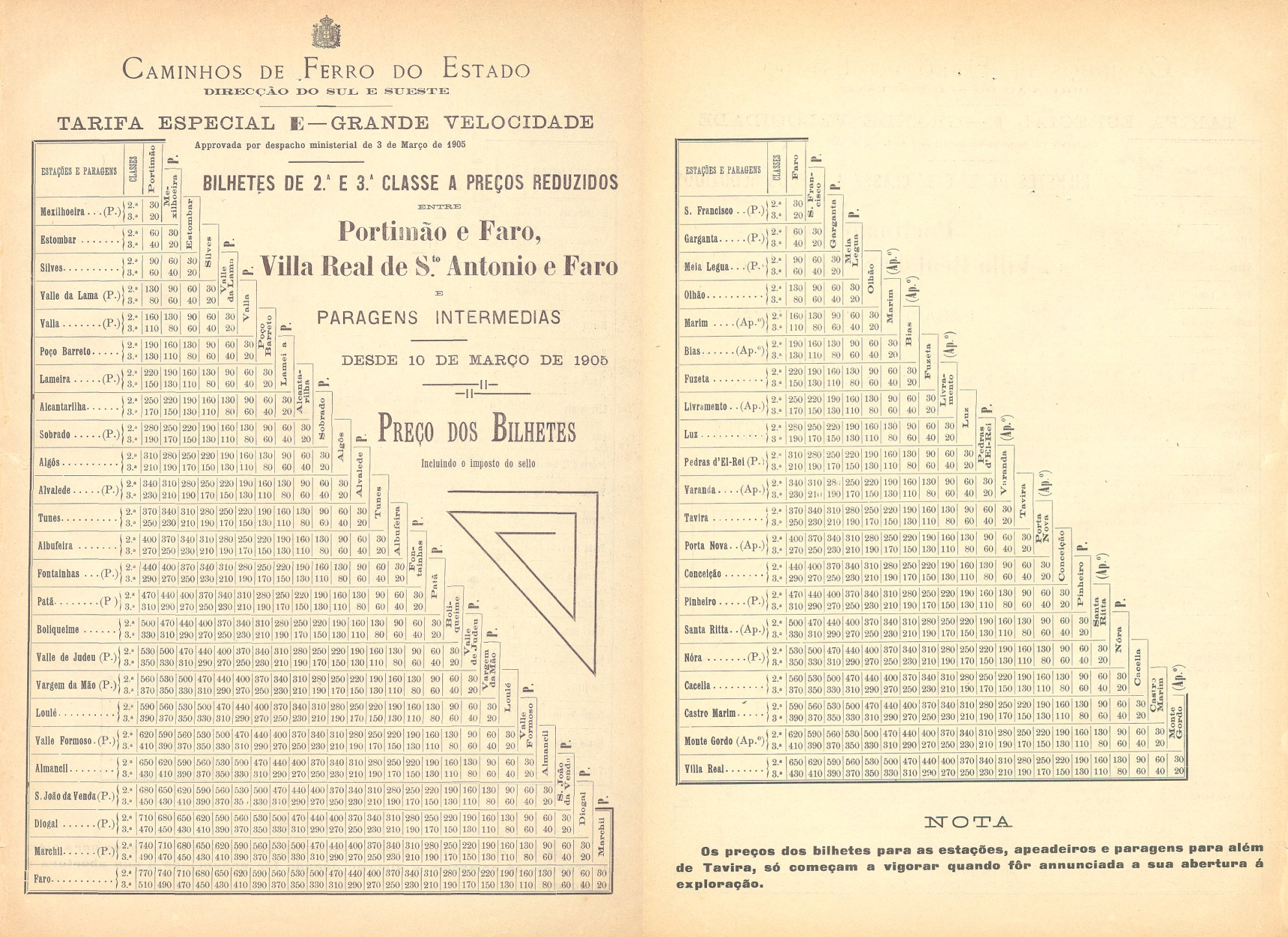
Aviso de 1905, onde o Apeadeiro de Ferragudo aparece como a estação de Portimão.

### Continuação até Lagos
Embora o projecto original previsse a futura continuação para Lagos e a construção de uma estação ferroviária junto a Portimão, os elevados custos envolvidos na construção de uma ponte sobre o Rio Arade forçaram a que, durante dezanove anos, o caminho de ferro se tivesse ficado por Ferragudo. Após a inauguração da continuação do ramal até Lagos e da abertura da nova estação de Portimão, em 30 de Julho de 1922, esta interface passou a chamar-se de Ferragudo. Nos primeiros anos do século XX, esta estação também expediu petróleo para iluminação, em regime de Pequena Velocidade.

A partir de 1989, Ferragudo foi desclassificado da categoria de estação para a de apeadeiro.